# Deloss Barnun
Deloss Barnum (1825 - 1873) fue un fotógrafo estadounidense del siglo XIX.
En 1857 Barnum tenía un estudio de daguerrotipos en Winter Street en Boston. Se conservan en la actualidad algunas imágenes suyas que destacan por su claridad y delicadeza en la ejecución. Murió el 7 de octubre de 1873 en Cortland, Nueva York.

## Galería de imágenes
Fotos de Barnum

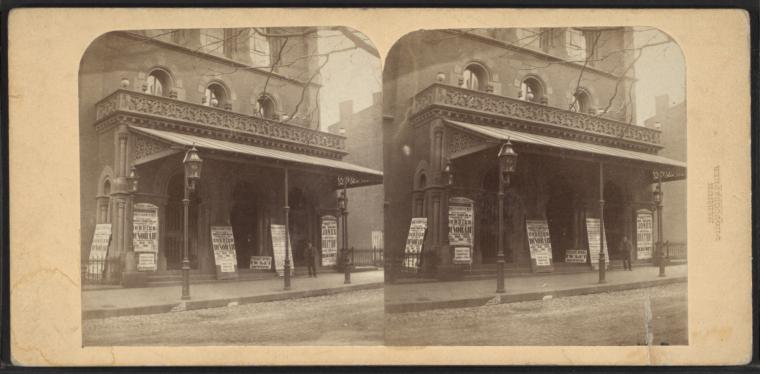
Academia de Música, Brooklyn
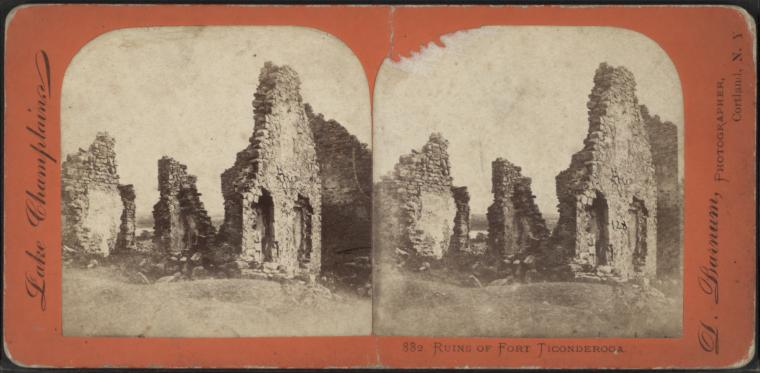
Ruinas de Fort Ticonderoga, New York
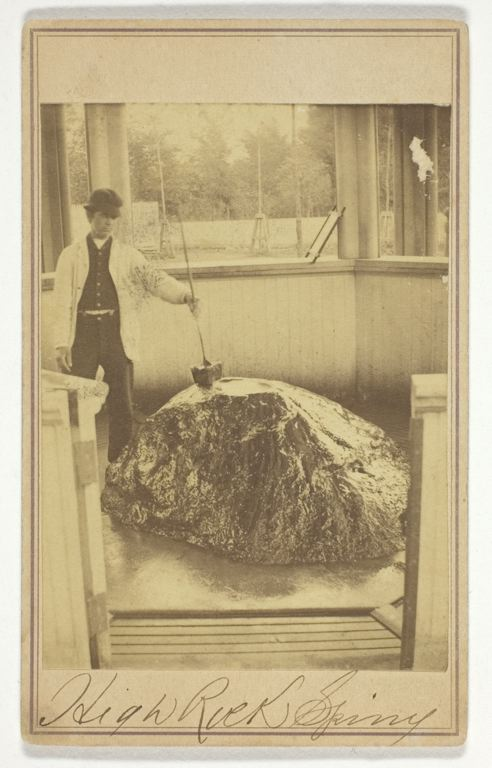
High Rock Spring, Saratoga Springs, New York, ca.1865
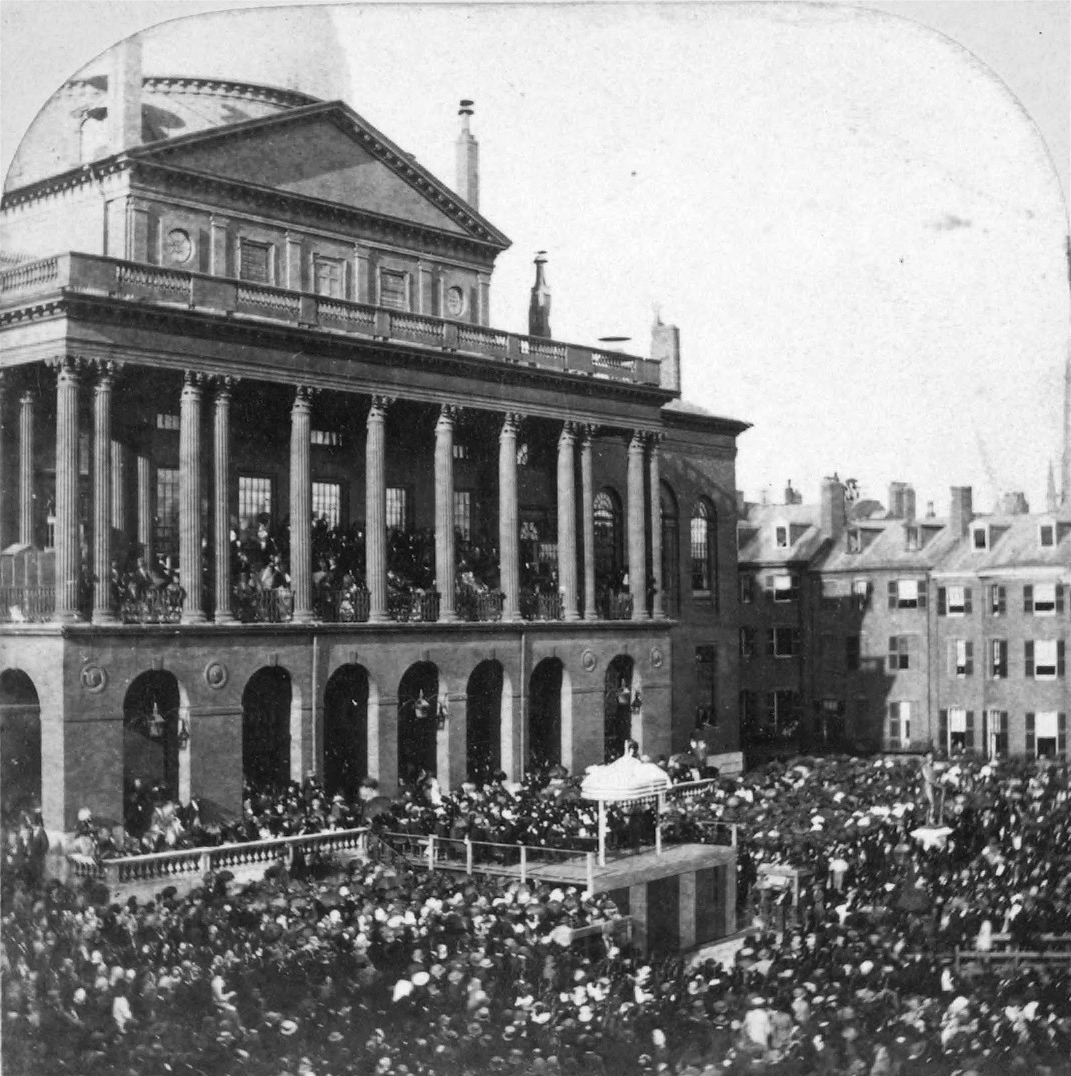
Inauguración de la estatua de Daniel Webster, Massachusetts State House, Boston, Septiembre , 1859.
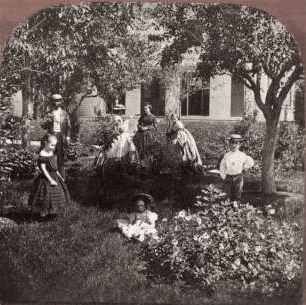
Flower garden, Southern Tier, NY
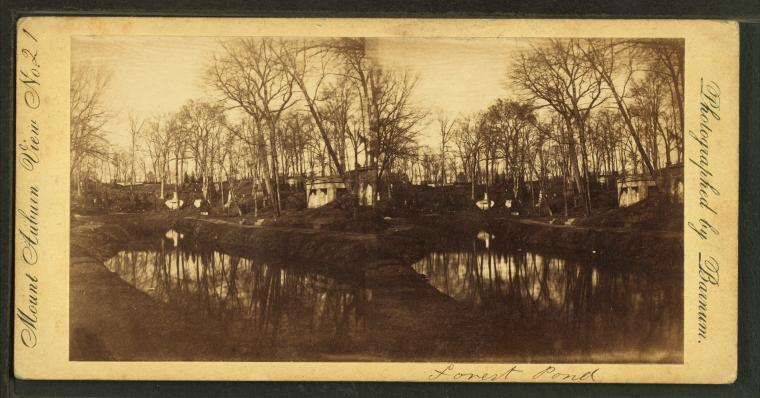
Mount Auburn Cemetery, Massachusetts
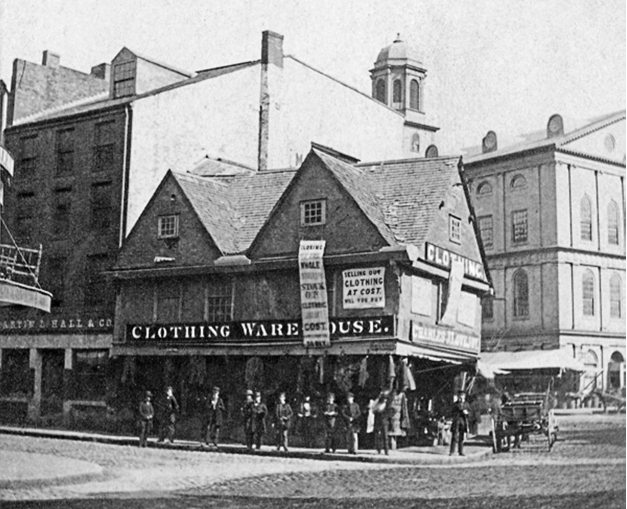
Old Feather Store, Boston, ca.1860
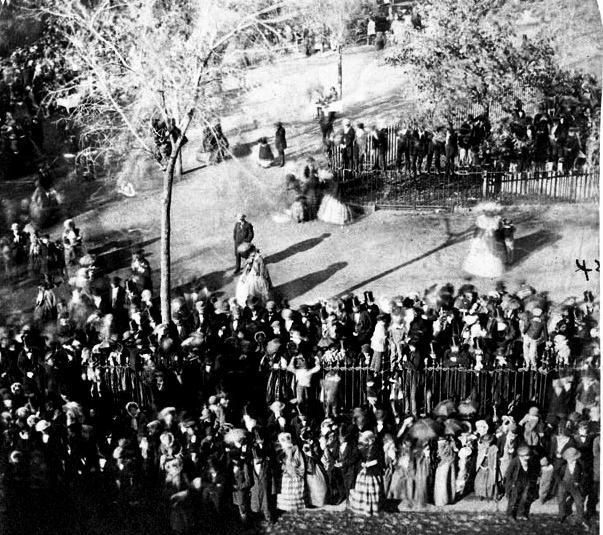
Crowd waiting near Boston Common for the Prince of Wales, October 18, 1860; photo by Barnum
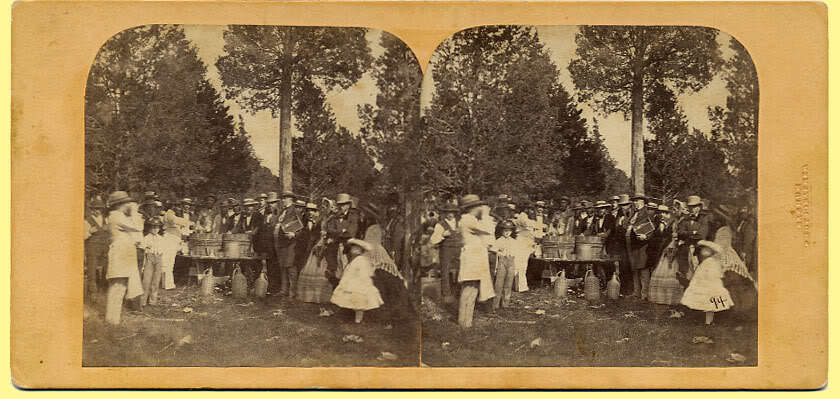
Picnic